# Drepanosiphum oregonense
Drepanosiphum oregonense ist eine Blattlaus aus der Unterfamilie Drepanosiphinae innerhalb der Familie der Röhrenblattläuse (Aphididae). Sie ist eine von acht Arten der Gattung Drepanosiphum.

## Merkmale
Die mittelgroßen länglichen Blattläuse sind 2–3 mm lang. Sie sind meist blass grün gefärbt. Es gibt jedoch auch rote Formen. Die Blattläuse besitzen seitlich am Kopf kleine rote Augen. Die Länge der Fühler überragt die Körpergröße. Am Hinterleib befinden sich zwei relativ dicke Siphone (Siphunculi) mit einer dunklen Spitze. Die vorderen Femora sind etwas stärker ausgebildet als bei den verwandten Arten und weisen einen schwarzen Streifen auf. Alle lebendgeborenen Imagines sind geflügelt. Die Männchen sind immer geflügelt und unterscheiden sich nur an den Genitalien von den geflügelten Weibchen.

## Ähnliche Arten
Die Arten der Gattung Drepanosiphum, insbesondere Drepanosiphum platanoidis, treten in verschiedenen Färbungen und Musterungen auf (u. a. abhängig von der Jahreszeit, in der sie erscheinen) und lassen sich schwierig voneinander trennen.

## Verbreitung
Die Art ist in der Paläarktis heimisch. Dort ist sie im Mittelmeerraum und im südlichen Mitteleuropa verbreitet. Im Osten reicht das Vorkommen über den Nahen Osten bis in die Orientalis. Auf den Azoren ist die Art ebenfalls vertreten. Nach Nordamerika wurde die Art eingeschleppt und kommt dort an der Westküste vor. Mittlerweile gibt es erste Funde aus Südamerika (Argentinien).

## Lebensweise
Als Wirtsbäume von Drepanosiphum oregonense sind etwa elf Ahorn-Arten bekannt, darunter Feldahorn, Granada-Ahorn, Balkan-Ahorn, Oregon-Ahorn, Französischer Ahorn, Berg-Ahorn und Schneeball-Ahorn. Die Blattläuse halten sich meist an der Blattunterseite ihrer Wirtspflanzen auf und saugen an deren Pflanzensäften. Sie wechseln im Gegensatz zu anderen Blattläusen nicht die einmal ausgewählte Wirtsart. Die Blattlaus-Art weist ebenfalls im Gegensatz zu anderen Blattläusen keinen besonderen Bezug zu Ameisen auf.

## Taxonomie
In der Literatur finden sich folgende Synonyme:
- Drepanosiphum oregonensis Granovsky, 1939
- Drepanosiphum steveni Bozhko, 1961
- Drepanosiphum zimmermanni Börner, 1940